# Canuschiza
Canuschiza är ett släkte av skalbaggar. Canuschiza ingår i familjen Melolonthidae.
Kladogram enligt Catalogue of Life:
| Canuschiza | \| \| Canuschiza insularis \| \| \| \| \| \| Canuschiza minuta \| \| \| \| |
|            | \| \| Canuschiza insularis \| \| \| \| \| \| Canuschiza minuta \| \| \| \| |
|            | Canuschiza insularis                                                       |
|            |                                                                            |
|            | Canuschiza minuta                                                          |
|            |                                                                            |